# 2016-os birkózó-világbajnokság
A 2016-os birkózó-világbajnokságot Budapesten rendezték december 10. és 11. között a BOK Sportcsarnokban. Az olimpia évében csak a nem olimpiai súlycsoportokban rendeztek világbajnokságot. Korpási Bálint arany-, Szabó László kötöttfogásban, illetve Barka Emese bronzérmet szerzett a női szabadfogásúak versenyében.

## Éremtáblázat

### Összesített éremtáblázat
Jelmagyarázat:
(A táblázatban Magyarország, amely egyben a rendező nemzet csapata eltérő háttérszínnel, az egyes számoszlopok legmagasabb értéke vagy értékei vastagítással kiemelve.)

| #        | nemzet                    | arany | ezüst | bronz | összesen |
| -------- | ------------------------- | ----- | ----- | ----- | -------- |
| 1.       | Oroszország               | 2     | 1     | 1     | 4        |
| 2.       | Amerikai Egyesült Államok | 1     | 1     | 0     | 2        |
| 3.       | Magyarország              | 1     | 0     | 2     | 3        |
| 4.       | Kína                      | 1     | 0     | 0     | 1        |
| 4.       | Japán                     | 1     | 0     | 0     | 1        |
| 6.       | Kazahsztán                | 0     | 1     | 1     | 2        |
| 7.       | Grúzia                    | 0     | 1     | 0     | 1        |
| 7.       | Moldova                   | 0     | 1     | 0     | 1        |
| 7.       | Törökország               | 0     | 1     | 0     | 1        |
| 10.      | Azerbajdzsán              | 0     | 0     | 2     | 2        |
| 11.      | Kanada                    | 0     | 0     | 1     | 1        |
| 11.      | Irán                      | 0     | 0     | 1     | 1        |
| 11.      | Kirgizisztán              | 0     | 0     | 1     | 1        |
| 11.      | Mongólia                  | 0     | 0     | 1     | 1        |
| 11.      | Románia                   | 0     | 0     | 1     | 1        |
| 11.      | Üzbegisztán               | 0     | 0     | 1     | 1        |
| Összesen | Összesen                  | 6     | 6     | 12    | 24       |

### Éremszerzők
| versenyszám       | arany              | ezüst           | bronz                      |
| férfi kötöttfogás |                    |                 |                            |
| 71 kg             | Korpási Bálint     | Daniel Cataraga | Ahmed Oszmanovics Csakajev |
| 71 kg             | Korpási Bálint     | Daniel Cataraga | Akhmednabi Gvarzatilov     |
| 80 kg             | Ramazan Abacharaev | Aslan Atem      | Jonibek Otabekov           |
| 80 kg             | Ramazan Abacharaev | Aslan Atem      | Szabó László               |